# Киянская (деревня)
Киянская — деревня в Тарногском районе Вологодской области.
Входит в состав Верховского сельского поселения, с точки зрения административно-территориального деления — в Верховский сельсовет.
Расстояние по автодороге до районного центра Тарногского Городка — 42 км, до центра муниципального образования Верховского Погоста — 1 км.
По переписи 2002 года население — 17 человек.